# Пугори
Пуго́ри (рос. Пугоры) — присілок у складі Березовського району Ханти-Мансійського автономного округу Тюменської області, Росія. Входить до складу Березовського міського поселення.
Населення — 50 осіб (2010, 78 у 2002).
Національний склад станом на 2002 рік: ханти — 91 %.